# Šlapanov
Šlapanov (en allemand : Schlappenz) est une commune du district de Havlíčkův Brod, dans la région de Vysočina, en République tchèque. Sa population s'élevait à 812 habitants en 2020.

## Géographie
Šlapanov est arrosée par la rivière Šlapanka, un affluent de la Vltava, et se trouve à 9 km au sud-est de Havlíčkův Brod, à 17 km au nord-nord-est de Jihlava et à 106 km au sud-est de Prague.
La commune est limitée par Vysoká et Bartoušov au nord, par Dlouhá Ves au nord-est, par Přibyslav et Brzkov à l'est, par Věžnice au sud, et par Štoky et Havlíčkův Brod à l'ouest.

## Histoire
La première mention écrite de la localité date de 1257.

## Transports
Par la route, Šlapanov se trouve à 8,5 km de Přibyslav, à 11,5 km de Havlíčkův Brod, à 23 km de Jihlava et à 130 km de Prague.